# Kříž proti kříži
Kříž proti kříži (1980) s podtitulem Křižácký rytířský román je dobrodružný historický román pro mládež od českého spisovatele Radovana Šimáčka, odehrávající se během čtvrté křížové výpravy v letech 1202 až 1204.

## Obsah románu
Hrdinou a vypravěčem románu je Vítek z Klokot, vnuk zakladatele rodu Vítkovců Vítka z Prčice. Na začátku příběhu je jako mladík plný obdivu ke křižákům a především k anglickému králi Richardovi I. zvanému Lví srdce. Trochu vystřízliví, když mu otec, který se vrátil z třetí křížové výpravy vylíčí, jak Richard Lví srdce nechal pobít zajatce, kterým slíbil svobodu, když se vzdají.
Jako druhorozený syn se má Vítek stát knězem. Roku 1194 je poslán na výchovu do premonstrátského Milevského kláštera k opatovi Jarlochovi. Když roku 1198 vyhlásí papež Inocenc III. další křížovou výpravu, rozhodne se stát se křižákem. V Klokotech jej a jeho přítele z dětství Radka, syna vladyky ze sousední tvrze, Vítkův otec nejprve vycvičí a pak je oba pasuje na rytíře. Přitom se Vítek zamiluje do Radkovy sestry Ludmily.
Křížová výprava se však k Vítkovu zděšení obrátí proti křesťanům. Nejprve dobude roku 1202 pro Benátky město Zadar, aby dosáhla odložení splátek za přepravu. Zdrcený papež poté křižáky a Benátčany exkomunikuje, ale vzápětí křižákům odpustí a dá jim rozhřešení, protože dojde k názoru, že byli Benátčany vydíráni. Vítek, který byl přesvědčen, že jde osvobodit posvátná místa v Palestině, začíná pochybovat o smyslu celého tažení.
Po přezimování v Dalmácii se křižáci rozhodnou k tažení na hlavní město Byzantské říše Konstantinopol, aby za finanční odměnu dosadili na trůn prince Alexia Angela, jehož strýc se neoprávněně zmocnil vlády. Papeže přesvědčí tím, že princ přislíbí sjednocení římské a ortodoxní církve. Celá výprava skončí roku 1204 Alexiovým zavražděním a z ryze kořistnických pohnutek dobytím a krvavým vypleněním Konstantinopole.
Na pozadí těchto událostí jsou líčeny různé příhody Vítka a jeho přítele Radka, který u Konstantinopole padne. Toto vše vede k tomu, že se Vítek vymaňuje z obdivu k vítězným křižákům, vystřízliví z krvavého opojení, pozná hrůznost a bezbožnost křižáckého drancování a rozhodne se odejít. Nasedne na první loď do Benátek a zcela vyléčen ze svého křižáckého opojení se vrací rozčarován do vlasti.
Po návratu domů zjistí, že jeho otec je již mrtev a že na Klokotech vládne jeho starší bratr Sezema. Rozhodne se proto vrátit do Milevského kláštera. Jednoho dne je však Sezema, který se chová krutě ke své čeledi, zavražděn, pravděpodobně jedním ze svých poddaných, kterého nechal zmrskat. Vítek se ujme svého dědictví, ožení se Radkovou sestrou Ludmilou a dochází k názoru, že křižácké výpravy jsou velkým omylem. Svým synům sdělí, že sláva z prolévání krve je pochybná, kořist nestojí za hříchy, kterými by si obtížili duši a že ve válce se zvrtnou i ty nejlepší úmysly.